# Manou
Manou é uma comuna francesa na região administrativa do Centro, no departamento de Eure-et-Loir. Estende-se por uma área de 13,38 km². Em 2010 a comuna tinha 620 habitantes (densidade: 46,3 hab./km²).